# 马伯庸
马伯庸（1980年11月14日—），本名马力，朋友惯称“小白”，男，内蒙古赤峰人，中国大陸作家。人稱「文字鬼才」、马亲王。作品涵蓋歷史、科幻、影視評論等諸多領域。曾就职于施耐德电气（中国）投资有限公司。

## 生平
2004年毕业于新西兰的怀卡托大学经济管理系。
2005年5月，发表科幻小说《寂静之城》。该文获2005年度中國科幻文學最高獎項银河奖读者提名奖。
2005年7月1日，入职施耐德电气（中国）投资有限公司。
2006年10月，制作的中文字幕，译名定成《六亿解放军占领巴黎》。
2010年9月，发表“考据体小说”《风雨〈洛神赋〉》。该文获2010年度“茅台杯”人民文学奖散文奖。
2011年2月3日，在豆瓣网上发表《马克吐温机器人》。4月，该文被选入《青年博览》2011年08期。7月，该文的删减版发表在《意林（少年版）》2011年第14期。
2011年6月，山西人民出版社出版马伯庸与阎乃川合著的历史专著《触电的帝国——被电报改变的中国近代史》。
2011年9月，《马克吐温机器人》被刘宇昆翻译成英文，发表在《Technology Review: Science Fiction》上。
2012年，《破案：孔雀東南飛》等短篇獲朱自清散文獎。
2012年1月，山西人民出版社出版马伯庸与汗青合著的《帝国最后的荣耀——大明1592抗日援朝》。
2012年9月，凤凰出版社出版《古董局中局》。
2015年6月30日，从施耐德电气（中国）投资有限公司离职。

## 作品
- 《寂静之城》
- 《风雨〈洛神赋〉》
- 《马克吐温机器人》
- 2012年出版《触电的帝国——被电报改变的中国近代史》（与阎乃川合著）
- 2012年出版《帝国最后的荣耀——大明1592抗日援朝》（与汗青合著）
- 2006年出版《风起陇西上 漢中十一天》、《风起陇西下 秦嶺的忠誠》（2022年改編成《風起隴西》）
- 《笔冢随录》
- 2007年出版《殷商舰队玛雅征服史》
- 2012年出版《古董局中局》（2021年改編成《古董局中局》）
- 2005年出版《她死在QQ上》
- 2012年出版《我读书少你莫騙我》
- 2012年出版《三国机密上·龙难日》、《三国机密下·潜龙在渊》（2018年改編成《三国机密之潜龙在渊》）
- 2009年出版《筆靈》(原名筆塚，繁體版翻譯為筆靈)
- 《古董局中局2：清明上河图之谜》
- 2013年出版《三国配角演义》
- 《湘西游轮》
- 2014年出版《古董局中局3：掠宝清单》
- 2014年出版《歐羅巴英雄記》
- 2015年出版《古董局中局4：大结局》
- 2015年出版《馬伯庸笑翻中國簡史》
- 《龙与地下铁》
- 《諾亞的煩惱》
- 《新海瑞上书》
- 《葫芦兄弟》
- 《Finding JFK》[24]
- 《長安十二时辰》
- 《草原动物园》
- 《T行為》
- 《显微镜下的大明》
- 《四海鲸骑》
- 《兩京十五日》
- 《風起洛陽》改編自小説《洛陽》
- 2022年9月出版《大醫 破曉篇》
- 《大醫 日出篇》
- 《長安的荔枝》
- 2023年6月出版《太白金星有點煩》

## 轶事
由于不少与他有接触的人或事物都遭遇“厄运”，而他自己却每次都能“躲过一劫”，有网友结合他的口头禅“祥瑞”衍生出“祥瑞御免，家宅平安”之语，以表避免被厄运缠身。该句话常出现在提及马伯庸的帖子中。马伯庸本人曾明确表示不希望被如此称呼。
马伯庸曾写过一部名为《我在江湖》的网络小说，却突然无故中断更新；直到几年后方再次更新，却在新的一章中安排了出场人物纷纷被陨石砸死、主角感到绝望而自尽的情节，匆匆收尾。这一近乎“太监”（指网络文章在未完结时突然无故停止更新）的行为被戏称为“陨石遁”。